# Расовые волнения в США
Расовые волнения в США — акции протеста (волнения, массовые беспорядки), вызванные массовой расовой сегрегацией или отдельными проявлениями расизма в США по отношению к этническим группам населения: к коренным жителям — индейцам, а также к чернокожим американцам.
Некоторые источники именуют эти волнения «Расовыми войнами».

## История
На протяжении всей истории США существовало несправедливое отношение к гражданам и лицам без гражданства, которые находились на территории США. Официально узаконенная расовая сегрегация существовала с принятия в 1865 году 13-й поправки к конституции США, которая запрещает рабство. Её первые признаки — рабовладение, запрет и осуждение межрасовых браков и отношений, отдельные учебные заведения, транспорт и так далее (для белых и чёрных), отдельные кварталы для проживания (гетто), отдельные негритянские воинские подразделения и тому подобное. Всё это выливается в стихийные бунты (волнения) где страдают мирные жители, погибло большое количество людей и причинён значительный материальный ущерб, для предотвращения которых вводится (устанавливается) чрезвычайное или военное положение на отдельных территориях.

## 1763 год
Восстание коренных американских жителей (индейцев), недовольных британской колониальной политикой, против захватчиков-иммигрантов. В нём участвовало несколько племен, проживавших на территориях в регионе Великих озёр, а также современных штатов Иллинойс и Огайо, которые до Семилетней войны контролировали французы. Восстание получило название по имени вождя племени оттава Понтиака, одного из лидеров индейцев, выступивших против англичан.

## 1831 год
Это было первое крупномасштабное восстание чернокожих рабов в США.

## Гражданская война
Одной из причин Гражданской войны в США стал спор об отмене рабства, в котором находилась большая часть темнокожего населения. Во время войны в июле 1863 г. в Нью-Йорке протесты, которые начались как следствие недовольства призывом в федеральную армию, переросли в расовый погром, жертвами которого становились чернокожие.

## Индейские войны
Происходили в XVIII—XIX веках из-за конфликта между переселенцами европейского происхождения и местными жителями — индейцами.

## 1890 год
Бо́йня на ручье́ Ву́ндед-Ни́ (англ. Wounded Knee Massacre) была последним крупным вооружённым столкновением между коренными жителями индейцами сиу и армией США, и одной из последних битв Индейских войн. Бойней впервые это столкновение назвал генерал Нельсон Майлз в своём письме комиссару по делам индейцев.

## 1919 год
На городских пляжах Чикаго существовала система расовой сегрегации. 27 июля 1919 года чернокожий подросток Юджин Уильямс, купавшийся в озере, пересёк границу, которая разделяла воду на зоны для белых и чёрных. Его забросали камнями, и он утонул. Белый полицейский, к которому обратился свидетель-чернокожий, отказался арестовать убийцу и арестовал самого свидетеля. Действия полицейского вызвали возмущения у чернокожих жителей, однако на них напала собравшаяся толпа белых.
Беспорядки распространились по всему городу. Белые останавливали и опрокидывали общественный транспорт, избивая чёрных пассажиров. Ночью на районы с чёрными жителями совершались нападения с поджогами домов и убийствами. Негры были вынуждены оказывать сопротивление, так как полиция была на стороне нападавших белых. В результате беспорядков погибло 15 белых и 23 чёрных, было ранено 195 белых и 342 чёрных. Более тысячи чёрных потеряли свои жилища из-за пожаров. Никто из белых не был наказан за убийства.

## 1921 год
Резня в Талсе — крупнейшие в истории США расовые беспорядки.

## 1962 год

### Миссисипи
В 1962 году государство потрясло большое количество массовых беспорядков, связанных с попытками восстановления чернокожим гражданином Джеймсом Мередитом своего конституционного права на образование, который хотел зарегистрироваться в Университете Миссисипи в качестве студента. На сторону Джеймса встали президент, Верховный суд и Министерство юстиции США. Джон Кеннеди как президент США издал указ, который фактически разрешал Джеймсу Мередиту вход в университет. Однако власти штата Миссисипи категорически отказались выполнять решения президента, Верховного суда и министерства юстиции страны и наотрез отказались впускать чернокожего гражданина.
30 сентября 1962 года Джеймс Мередит в сопровождении нескольких сот представителей властей, полицейской и военной охраны направился в Миссисипский университет с намерением войти в него. Данная попытка спровоцировала массовое возмущение белокожих граждан США и массовое избиение чернокожих граждан. Президент Кеннеди был вынужден ввести военное положение, направить в штат 30 000 военнослужащих вооружённых сил для наведения порядка на данной территории, при этом дав указания предварительно отделить из штатных формирований ВС США около 5 000 чернокожих солдат. Мятеж (волнения) продолжался около 14 часов. В результате волнений в Миссисипи погибло два человека, 375 человек было ранено.

## 1965 год

### Уоттс
Массовые беспорядки в пригороде Лос-Анджелеса Уоттс происходили в период с 11 по 17 августа 1965 года. Во время беспорядков происходили стычки чернокожих граждан с полицией, блокировалась работа пожарных команд во время их выезда на объекты, происходили нападения на белых водителей. От поджогов и грабежей страдали преимущественно белые владельцы магазинов. В результате шестидневных беспорядков тридцать четыре человека погибло, 1 032 человека получили ранения, 3 438 были арестованы, а недвижимому имуществу в зоне восстания (беспорядков) был нанесен ущерб более чем на 40 000 000 долларов.

## 1967 год
Массовые беспорядки, происходившие в 1967 году в городе Детройт, штат Мичиган, США. Событие началось ранним воскресным утром 23 июля 1967 года. Началом для беспорядков послужил полицейский рейд и закрытие бара типа «слепая свинья», находившегося на углу 12-й улицы (сегодня Роза Паркс Бульвар (англ. Rosa Parks Boulevard)) и Клэрмаунт-стрит (англ. Clairmount Street). Эти беспорядки длились пять дней. Результатом беспорядков стало около 43 погибших, 467 раненых, 7200 арестованных и более чем 2000 разрушенных зданий.

## 1968 год
Убийство Мартина Лютера Кинга привело к волне беспорядков на территории всей страны, в более чем 100 городах, в том числе таких крупных, как Вашингтон, Чикаго и Балтимор. В Вашингтон и Балтимор были введены федеральные войска. Погибло два десятка человек, несколько тысяч было ранено в уличных столкновениях с полицией и армией, десятки тысяч были арестованы. Беспорядки продолжались с 4 по 8 апреля.

## 1973 год
Массовые выступления коренных жителей за свои права 27 февраля 1973 года в поселение Вундед-Ни («Раненое колено»), находящееся в резервации Пайн-Ридж (штат Южная Дакота) и насчитывавшее 40 жителей, которое было заполнено последователями Движения американских индейцев — движением борцов за права индейцев на своей Родине. 29 декабря 1890 года здесь же имело место ещё одно столкновение между сиу и армией США, в связи с которым Вундед-Ни и был, видимо, выбран в качестве места проведения мирных демонстраций.

## 1992 год

### Лос-Анджелес
Кровавые события в Лос-Анджелесе в апреле — мае 1992 года развернувшиеся после того, как коллегия присяжных, полностью состоявшая из белокожих граждан, оправдала четверых полицейских, избивших чернокожего Родни Кинга. После того как решение суда штата было обнародовано, в Лос-Анджелесе начались волнения вылившиеся в погромы и нападения на белокожих граждан, в ходе которых погибло 53 человека, было сожжено около 1100 домов, общий ущерб причинённый городу составил более 1.5 млрд долларов США. Помимо полиции штата в подавлении выступления участвовали и вооружённые силы США (армия, морская пехота и национальная гвардия). После жестокого подавления выступления граждан США состоялись демонстрации протеста в городах Атланта, Лас-Вегас, Сан-Франциско, Майами и Сиэтл, некоторые из них также сопровождались насилием по отношению к
протестующим.

### Фотографии
- Urban Voyeur
- Aftermath of the Rodney King riots
- 1992 Los Angeles Riots Photos

## 2001 год
Произошли в апреле 2001 года в связи с убийством 19-летнего афроамериканца белым полицейским.
Вечером в субботу 7 апреля 2001 года был убит 19-летний правонарушитель Тимоти Томас, который пытался скрыться от полиции. С понедельника в городе начались волнения афроамериканцев. Во вторник в историческом центре города был подожжён рынок. Группы протестующих граждан прошли по улицам города, устраивая погромы в магазинах и офисах. Полицейские заняли оборону в здании городской администрации, применяя слезоточивый газ и пластиковые пули.
12 апреля в городе было объявлено чрезвычайное положение и введён комендантский час, после чего беспорядки пошли на спад.
В результате беспорядков было ранено более 60 человек.

## 2014 год
Демонстрации и беспорядки, начавшиеся 9 августа 2014 года, в городке Фергусон в американском штате Миссури. Причиной стал инцидент, в котором 18-летний безоружный чернокожий по имени Майкл Браун был застрелен 28-летним белокожим местным полицейским Дарреллом Уилсоном во время попытки ареста. Большинство участников волнений являются членами местной афроамериканской общины. Беспорядки начались в значительной степени благодаря Twitter и социальным сетям, после того, как прошло сообщение, что Браун был убит несмотря на то, что поднял руки вверх, то есть на расовой почве. Накал страстей в значительной степени спал после нескольких дней, но ситуация вновь обострилась после того, как 24 ноября 2014 года суд присяжных отказался предъявлять обвинение Дарреллу Уилсону за отсутствием состава преступления.
Акции протеста прошли также и в других городах США. Беспорядки окончились 2 декабря того же года.

## 2015 год
Демонстрации и беспорядки, начавшиеся 25 апреля 2015 года, в городе Балтимор в американском штате Мэриленд. Причиной стала смерть 26-летнего чернокожего американца Фредди Грея, который скончался от травм, полученных после ареста полицией. Для наведения порядка в Балтимор были направлены подразделения Национальной гвардии США. Пострадало около 100 полицейских, было арестовано более 200 человек. Волнения также охватили другие города США.

## 2016 год
Волнения в городе Шарлотт (Северная Каролина) вспыхнули 21 сентября, после того как 20 сентября полицейский застрелил 43-летнего чернокожего Кейта Ламонта Скотта. Согласно отчёту полиции, он привлёк внимание остановивших его автомобиль патрульных тем, что вышел из машины с огнестрельным оружием в руках, а затем сел обратно. После того, как он вновь появился вооружённым, полицейский открыл огонь на поражение. По словам родственников Кейта Скотта, в руках убитого была всего лишь книга.
Мирные митинги протеста быстро приобрели характер беспорядков. В результате ранения получили 12 сотрудников полиции. 21 сентября по распоряжению губернатора штата, в город прибыли подразделения Национальной гвардии. К 22 сентября количество задержанных участников волнений достигло сорока человек.

## 2020 год
25 мая в Миннеаполисе чернокожий американец Джордж Флойд погиб в ходе задержания полицией. Кадры с последними минутами жизни Флойда, на которых полицейский Дерек Шовин продолжает фиксировать шею задерживаемого коленом, многократно повторявшего «Я не могу дышать» (англ. I can't breathe), вызывали широкий общественный резонанс.
26 мая автобусная остановка, где произошёл инцидент, стала местом стихийных акций в память Джорджа Флойда под лозунгами общественного движения Black Lives Matter. В течение дня количество участников увеличилось до нескольких сотен. Протестующие прошли маршем до 3-го полицейского участка Миннеаполиса, в котором служили полицейские, задержавшие Флойда. Хотя протест главным образом носил мирный характер, было разбито окно и повреждено несколько полицейских автомобилей. Полиция в ответ использовала резиновые пули и дымовые гранаты.
28 мая мэр Миннеаполиса Якоб Фрей объявил чрезвычайное положение в городе. В Миннеаполис и входящий в общую агломерацию «города-близнецы» город Сент-Пол прибыли 500 бойцов Национальной гвардии Миннесоты, тем не менее протесты продолжились.
29 мая география протестов значительно расширилась. Акции прошли в Атланте, Бостоне, Бейкерсфилде, Шарлотте, Чикаго, Цинциннати, Коламбусе, Далласе, Денвере, Детройте, Хьюстоне, Канзас-Сити, Индианаполисе, Лас-Вегасе, Лос-Анджелесе, Мемфис, Нью-Йорке, Финиксе, Ричмонде, Портланде, Сиэтле и многих других городах. В центре Сиэтла была создана Автономная зона Капитолийского холма размером в два жилых квартала, не подчиняющаяся законам и официальным властям США.